# Bobby Parker
Bobby Parker (rodným jménem Robert Lee Parker; 31. srpna 1937 Lafayette, Louisiana, USA – 31. října 2013 Bowie, Maryland) byl americký bluesový kytarista a zpěvák. 
V dětství žil v Los Angeles, kam se s rodinou přestěhoval když mu bylo šest let. Svůj první koncert na profesionální dráze odehrál v padesátých letech s Otisem Williamsem. Později hrál například s Bo Diddleyem a vydal několik alb pod svým jménem. Zemřel na infarkt ve svých šestasedmdesáti letech.